# Aconitum lihsienense
Aconitum lihsienense är en ranunkelväxtart som beskrevs av Wen Tsai Wang. Aconitum lihsienense ingår i släktet stormhattar, och familjen ranunkelväxter. Inga underarter finns listade i Catalogue of Life.